# رد بانک (تنسی)
رد بانک(به انگلیسی: Red Bank) شهری در ایالت تنسی کشور ایالات متحده آمریکا است که جمعیت آن در سرشماری سال ۲۰۱۰ میلادی، ۱۱٬۶۵۱ نفر بوده‌است.